# Malmö
Malmö (kiejtés: malmő, svéd kiejtés: IPA: [ˈmalˌmøː]) Svédország harmadik legnépesebb városa Stockholm és Göteborg után, Skåne megye legnagyobb városa kb. 360 ezer fővel. A Malmői Nagyvárosi Régió több mint 700 ezer főnek ad otthont. Malmö az Öresund régióban fekszik, itt az Øresund tengerszoros kettészeli Dániát és Svédországot, a svéd oldalon fekszik Malmö, a dán oldalon pedig Koppenhága, Dánia fővárosa, a két országot illetve várost pedig az Øresund híd köti össze. Ezt a nagyjából kétharmad Dunántúlnyi területű nemzetközi régiót, ami alatt Dánia Fővárosi Régióját és a svéd Skåne megyét értjük, több mint 4 millióan lakják. 

## Földrajz
Malmö Svédország délnyugati részén, az Öresund mellett fekszik. 2000 óta az Öresund híd köti össze Dánia fővárosával, Koppenhágával. Svédország legdélebbi megyéjének, Skåne megyének a székhelye.

### Éghajlat
Malmö óceáni éghajlattal rendelkezik. A nyár meleg és kellemes, az átlagos maximum hőmérséklet 20-21 °C. A tél viszonylag hideg, az átlaghőmérséklet ilyenkor -3 °C és 4 °C közötti, ritkán csökken -10 °C alá. Egy évben átlagosan 169 csapadékos nap van, hóesés főképp december és március között fordul elő.
| Hónap                                     | Jan. | Feb. | Már. | Ápr. | Máj. | Jún. | Júl. | Aug. | Szep. | Okt. | Nov. | Dec. | Év   |
| ----------------------------------------- | ---- | ---- | ---- | ---- | ---- | ---- | ---- | ---- | ----- | ---- | ---- | ---- | ---- |
| Átlagos max. hőmérséklet (°C)             | 2,0  | 2,0  | 5,0  | 10,0 | 16,0 | 20,0 | 21,0 | 21,0 | 17,0  | 12,0 | 7,0  | 4,0  | 11,5 |
| Átlagos min. hőmérséklet (°C)             | −3,0 | −3,0 | −1,0 | 2,0  | 7,0  | 11,0 | 13,0 | 12,0 | 10,0  | 7,0  | 3,0  | −1,0 | 4,8  |
| Átl. csapadékmennyiség (mm)               | 49   | 30   | 40   | 38   | 41   | 52   | 61   | 58   | 59    | 57   | 61   | 58   | 604  |
| Forrás: World Weather Information Service |      |      |      |      |      |      |      |      |       |      |      |      |      |

## Történelem

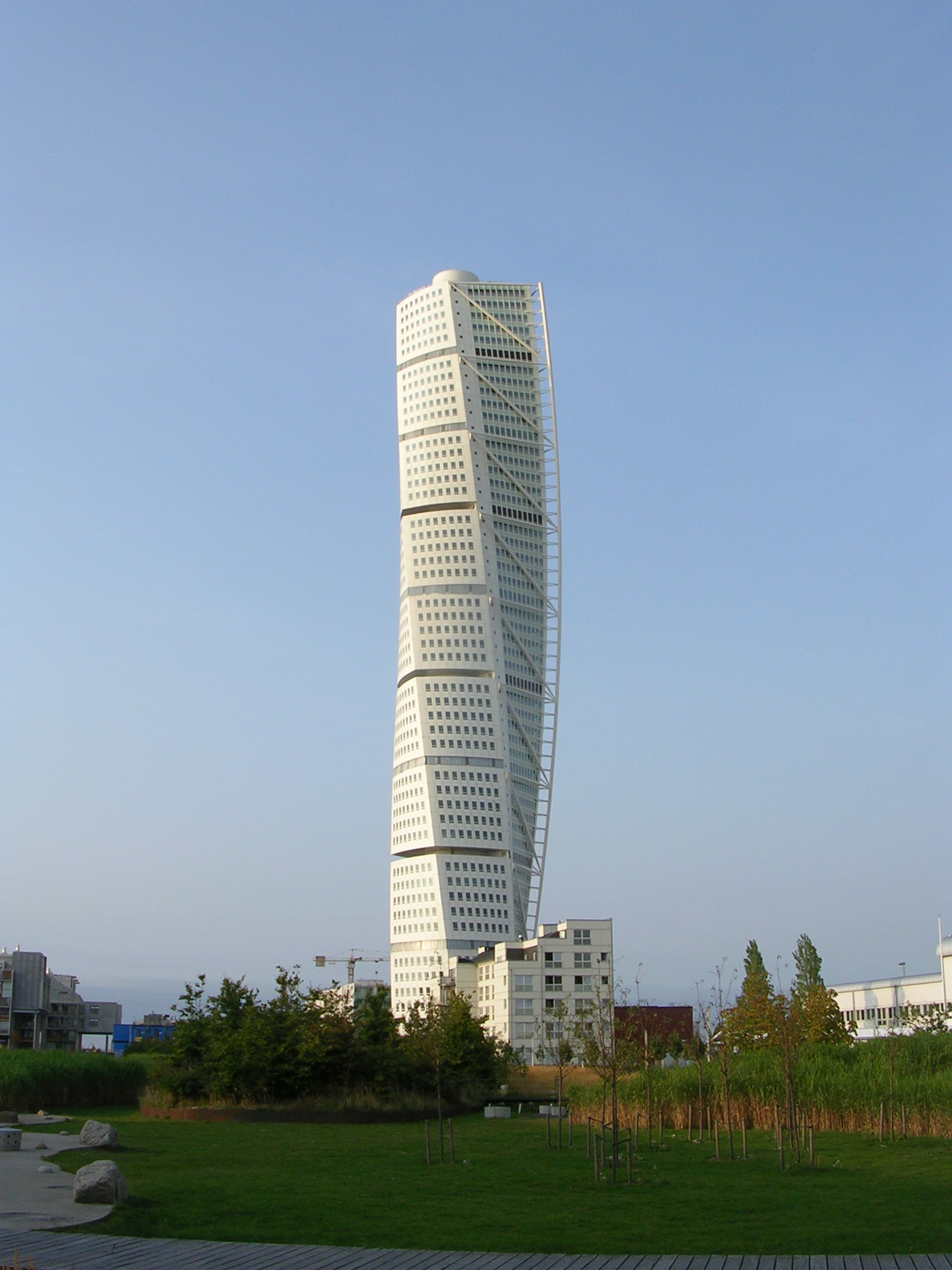
Turning Torso

Malmőt 1275-ben alapította a lundi érsek erődített révként. Akkoriban a terület Dániához tartozott.
A 15. században 5000 fős népességével Dánia egyik legnagyobb városa volt. Az Öresund mentén a legfontosabb településsé vált, kereskedelmét a Hanza-szövetség is erősítette, és heringhalászatáról volt ismert. 1434-ben a város növekedése kikényszerítette egy új erőd, a Malmöhus megépítését. 1526-27-ben egész Malmö áttért a lutheránus hitre, az első városként Skandináviában.
A város és Skåne tartomány a 17. században (végérvényesen az 1658-as Roskildei béke értelmében) Svédországhoz került. A várost ostrom és járvány tizedelte, s a hanyatlásnak csak az új kikötő megépítése vetett véget a 18. század végén. A vasútvonal megépülésével kezdetét vette az iparosítás, ami meghatározó tényezővé vált az elkövetkező 150 évre.
Az elmúlt évtizedekben az ipar hanyatlása, a munkahelyek elvesztése súlyos problémákat okozott a városban, amelyeken csak az 1990-es évek második felében sikerült többé-kevésbé úrrá lenni.
A város adott otthont az 1992-es, a 2013-as és a 2024-es Eurovíziós Dalfesztiválnak.

## Turizmus
Malmö főbb nevezetességei:
- Malmöhus: egykori erődítmény, ma múzeum.
- Szt. Péter templom: Malmö legrégebbi temploma, a 14. századból.
- Lilla Torg: Malmö régi piactere, kellemes kiülős helyekkel.
- Turning Torso: új toronyház, az Öresund régió egyik építészeti látványossága, Svédország legmagasabb épülete.

## Kultúra
A város szülöttje Hoffmann Mónika, magyar énekesnő.